# Anjelina Lohalith
Anjelina Nadai Lohalith, accreditata anche come Angelina Nadi (1º gennaio 1995), è una mezzofondista sudsudanese.

## Biografia
Nata in Sud Sudan, fugge dalla guerra civile nel 2002 in Kenya. Nel campo rifugiati di Kakuma studia e inizia ad interessarsi alla pratica atletica della corsa partecipando a diverse competizioni. Nel 2015, grazie a una sua insegnante, partecipa a una gara di 10 km organizzata dalla Fondazione di Tegla Loroupe e, visti i buoni risultati, le viene offerta la possibilità di allenarsi con la Fondazione stessa in Kenya, a Ngong vicino a Nairobi. 
Nel 2016 viene selezionata per gareggiare sotto la bandiera degli Atleti Olimpici Rifugiati ai Giochi olimpici di Rio de Janeiro 2016. L'anno successivo partecipa con la squadra degli "Atleti rifugiati" ai Mondiali di Londra.
Nel 2021 è selezionata per prendere parte alla sua seconda olimpiade.

## Palmarès
| Anno                                    | Manifestazione      | Sede           | Evento          | Risultato | Prestazione | Note                                     |
| --------------------------------------- | ------------------- | -------------- | --------------- | --------- | ----------- | ---------------------------------------- |
| Nella squadra Atleti Olimpici Rifugiati |                     |                |                 |           |             |                                          |
| 2016                                    | Giochi olimpici     | Rio de Janeiro | 1500 m piani    | Batteria  | 4'47"38     |                                          |
| 2017                                    | Mondiali            | Londra         | 1500 m piani    | Batteria  | 4'33"54     | Miglior prestazione personale            |
| 2021                                    | Giochi olimpici     | Tokyo          | 1500 m piani    | Batteria  | 4'31"65     | Miglior prestazione personale            |
| 2022                                    | Mondiali indoor     | Belgrado       | 1500 m piani    | Batteria  | 4'34"72     | Miglior prestazione personale stagionale |
| 2022                                    | Campionati africani | Saint Pierre   | 800 m piani     | Batteria  | 2'19"29     |                                          |
| 2022                                    | Campionati africani | Saint Pierre   | 1500 m piani    | 10ª       | 4'33"74     |                                          |
| 2022                                    | Mondiali            | Eugene         | 1500 m piani    | Batteria  | 4'23"84     |                                          |
| 2023                                    | Mondiali di cross   | Bathurst       | Staffetta mista | 13ª       | 27'15"      |                                          |
| 2023                                    | Mondiali            | Budapest       | 5000 m piani    | Batteria  | 15'35"25    |                                          |